# Normal Happiness
Normal Happiness è il sesto album in studio long playing di Robert Pollard, membro fondatore dei Guided by Voices; venne pubblicato nel 2006 sia in vinile che in CD negli Stati Uniti d'America dalla Merge Records. È il quinto album pubblicato da Pollard nel 2006, considerati anche le sue collaborazioni con altri artisti. Come il precedente album da solista, è stato registrato da Pollard su basi di chitarra e tracce vocali, con sovraincisioni strumentali suonate del produttore Todd Tobias. Ha raggiunto il 46º posto nella classifica dei migliori album indipendenti di Billboard.

## Tracce
Lato A
1. The Accidental Texas Who
2. Whispering Whip
3. Supernatural Car Lover
4. Boxing About
5. Serious Birdwoman (You Turn Me On)
6. Get a Faceful
7. Towers and Landslides
8. I Feel Gone Again

Lato B
1. Gasoline Ragtime
2. Rhoda Rhoda
3. Give Up the Grape
4. Pegasus Glue Factory
5. Top of My Game
6. Tomorrow Will Not Be Another Day
7. Join the Eagles
8. Full Sun (Dig the Slowness)

## Musicisti
- Todd Tobias: basso, batteria, percussioni, chitarra, tastiere
- Robert Pollard: voce, chitarra